# Guaycará
Guaycará è un distretto della Costa Rica facente parte del cantone di Golfito, nella provincia di Puntarenas.